# Tanger-Reichardie
Reichardia tingitana, als deutschsprachiger Trivialname wird Tanger-Reichardie verwendet, ist eine Pflanzenart aus der Gattung Reichardia in der Familie der Korbblütler (Asteraceae).

## Beschreibung

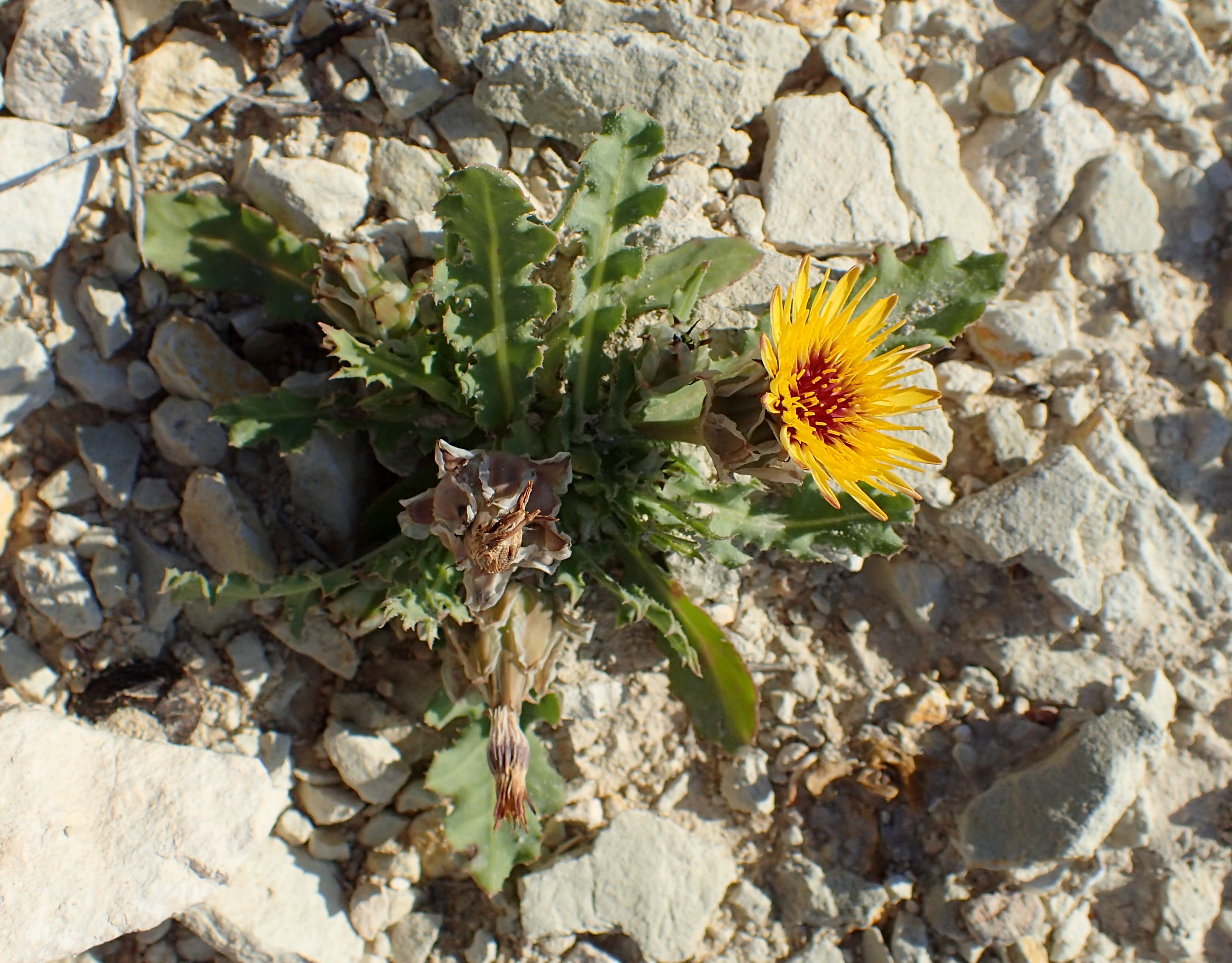
Habitus, Grundblätter und Blütenkorb

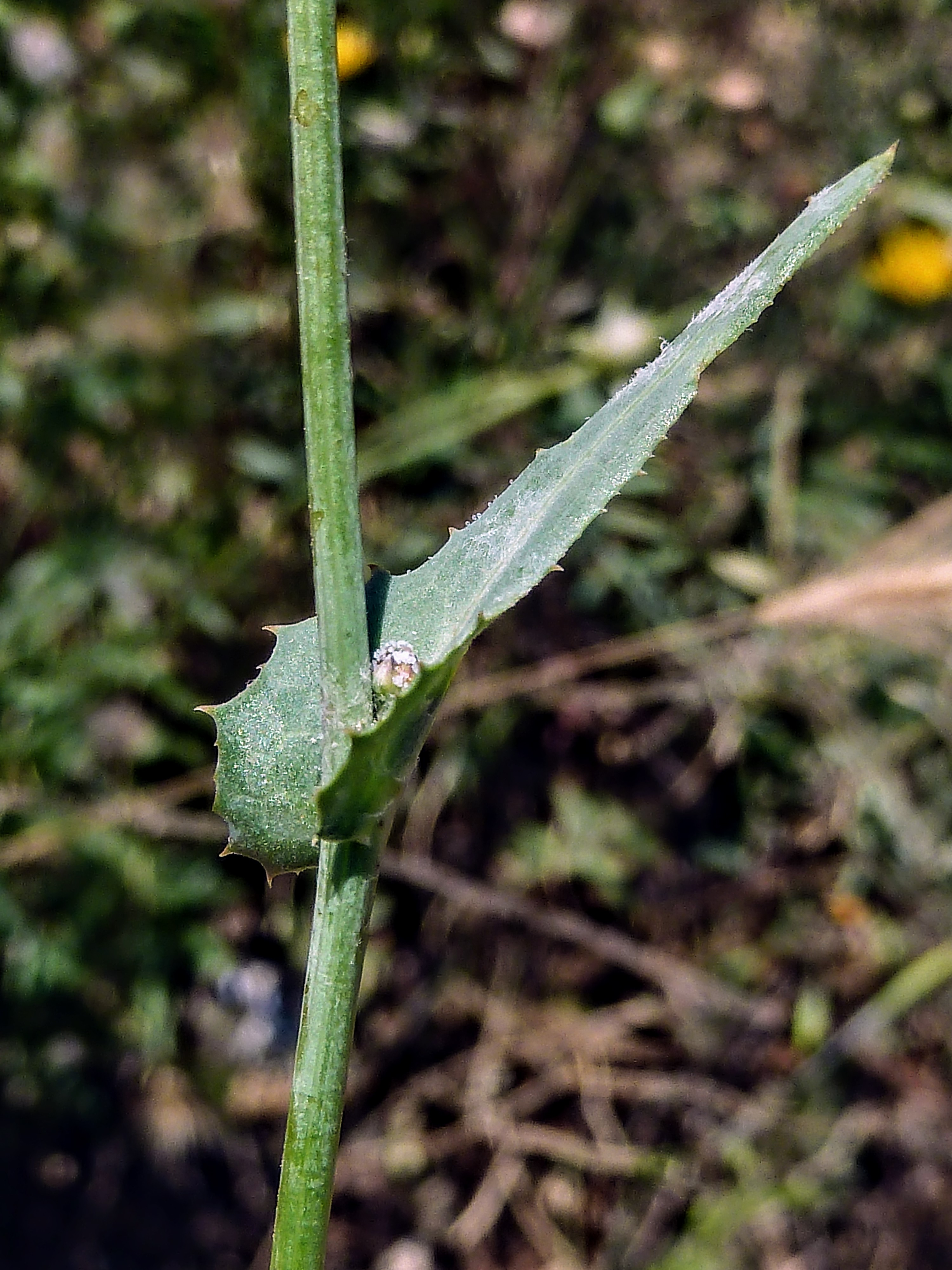
Stängel mit Stängelblatt

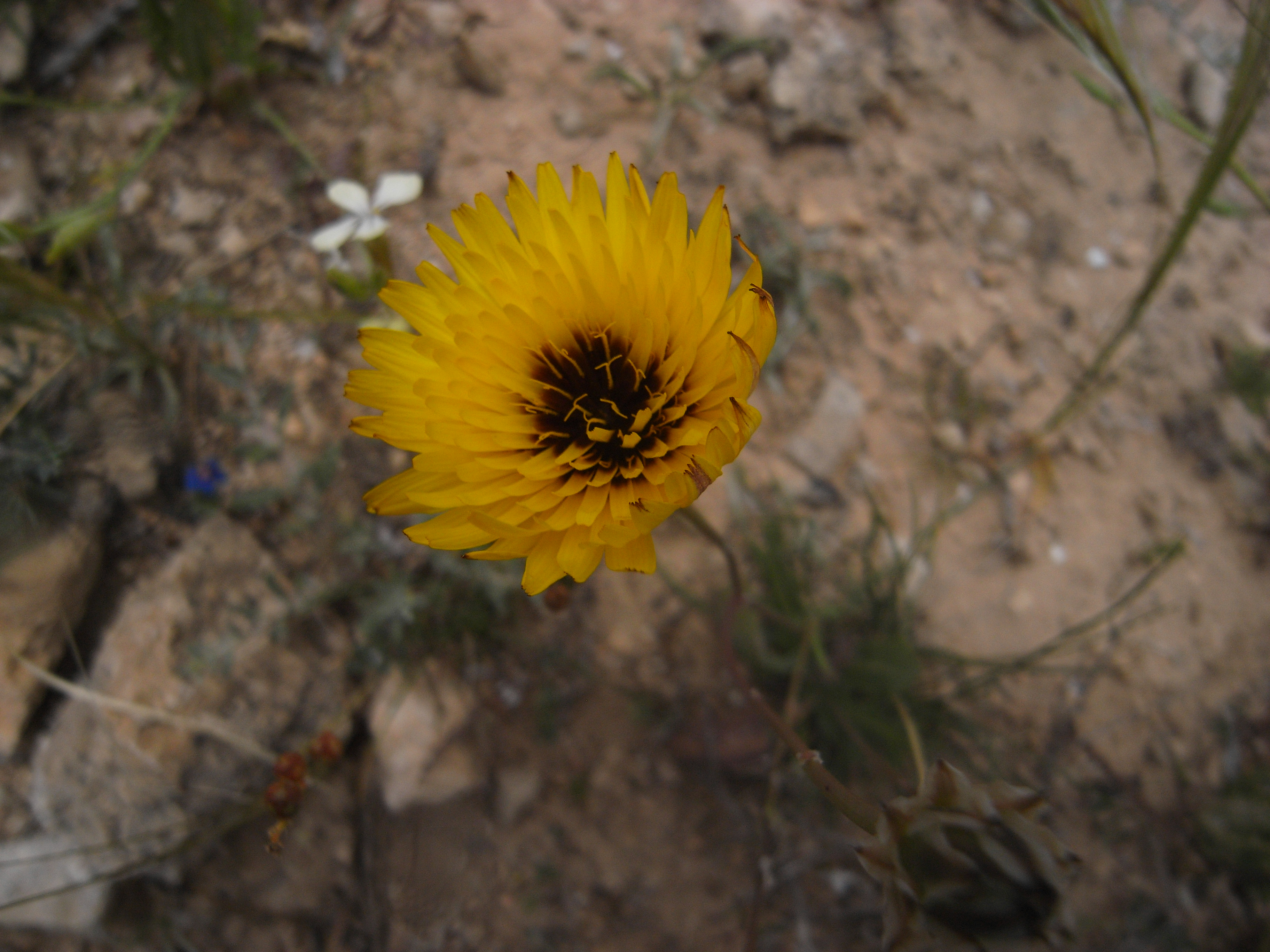
Blütenkorb

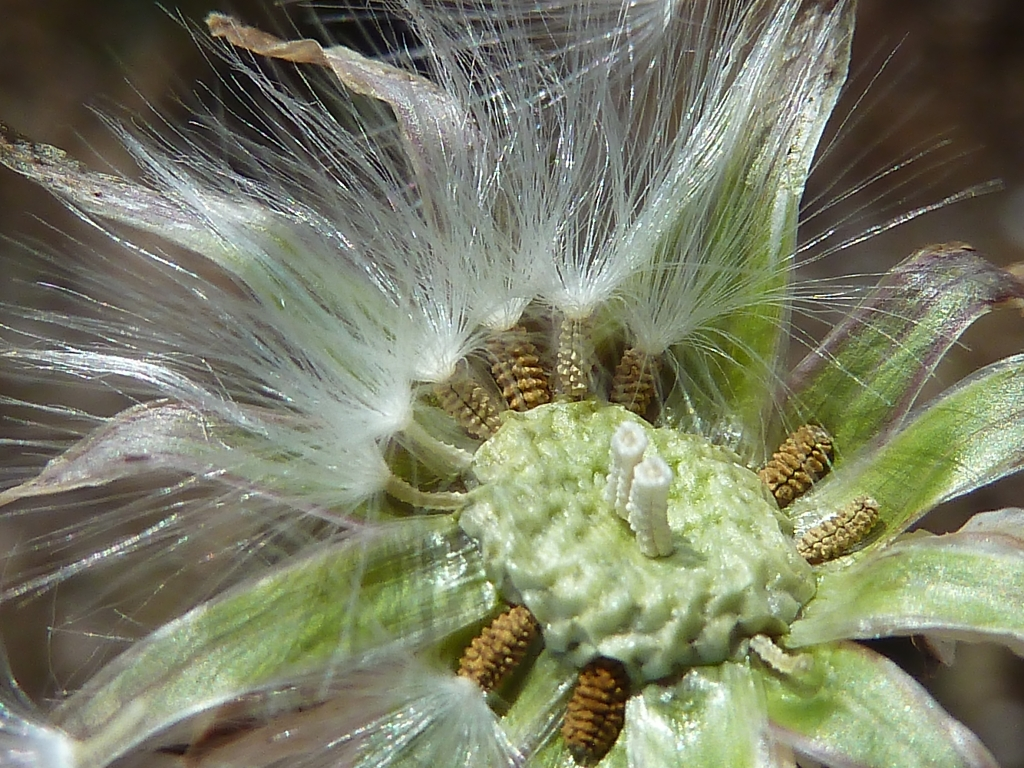
Korbboden und Achänen mit Pappus

### Vegetative Merkmale
Die Tanger-Reichardie wächst als einjährige, zweijährige oder ausdauernde krautige Pflanze, die Wuchshöhen von 5 bis 40 Zentimetern erreicht. Der Stängel enthält Milchsaft.
Die in einer grundständigen Rosette und am Stängel verteilt angeordneten Laubblätter sind kahl und glatt bis dicht weiß papillös. Die Grundblätter sind 2 bis 27 Zentimeter lang und 0,5 bis 7 Zentimeter breit, gezähnt oder fiederspaltig und an der Basis kurz gestielt und in einen breit geflügelten Blattstiel verschmälert. Die Stängelblätter sind sitzend und mehr oder weniger stängelumfassend.

### Generative Merkmale
Die Blütezeit ist März bis Juni. Einzeln auf den leicht verdickt sind und teilweise mit kleinen Hochblättern besetzten Blütenstandsschäften befinden sich die endständigen körbchenförmigen Blütenstände, die einen Durchmesser von 2 bis 2,5 Zentimetern aufweisen. Die äußeren Hüllblätter sind herzförmig oder geöhrt, breit hautrandig und mit einem kleinen Zahn unterhalb der Spitze. Die Blütenkörbe enthalten nur Zungenblüten. Die Zungenblüten sind gelb, am Grunde purpurfarben, die randlichen außen mit roten Streifen und etwa doppelt so lang wie die Hülle.
Die Achänen sind 1,5 bis 2,5 Millimeter lang, vier- oder fünfkantig und alle quer gerunzelt. Es ist ein Pappus vorhanden.
Die Chromosomenzahl beträgt 2n = 16.

## Verbreitung
Die Tanger-Reichardie ist von den Kanarischen Inseln über den Mittelmeerraum bis Westasien verbreitet. Sie gedeiht auf Sand und Fels in Küstennähe.

## Taxonomie
Die Erstveröffentlichung erfolgte 1753 unter dem Namen (Basionym) Scorzonera tingitana durch Carl von Linné in Species Plantarum, Seite 791. Die Neukombination zu Reichardia tingitana (L.) Roth wurde 1787  durch Albrecht Wilhelm Roth in Botanische Abhandlungen, Seite 35 veröffentlicht. Weitere Synonyme für Reichardia tingitana (L.) Roth sind: Scorzonera orientalis L., Picridium arabicum DC., Picridium discolor Pomel, Picridium orientale (L.) DC., Reichardia arabica (DC.) Fiori, Reichardia orientalis (L.) Hochr.